# 도소진

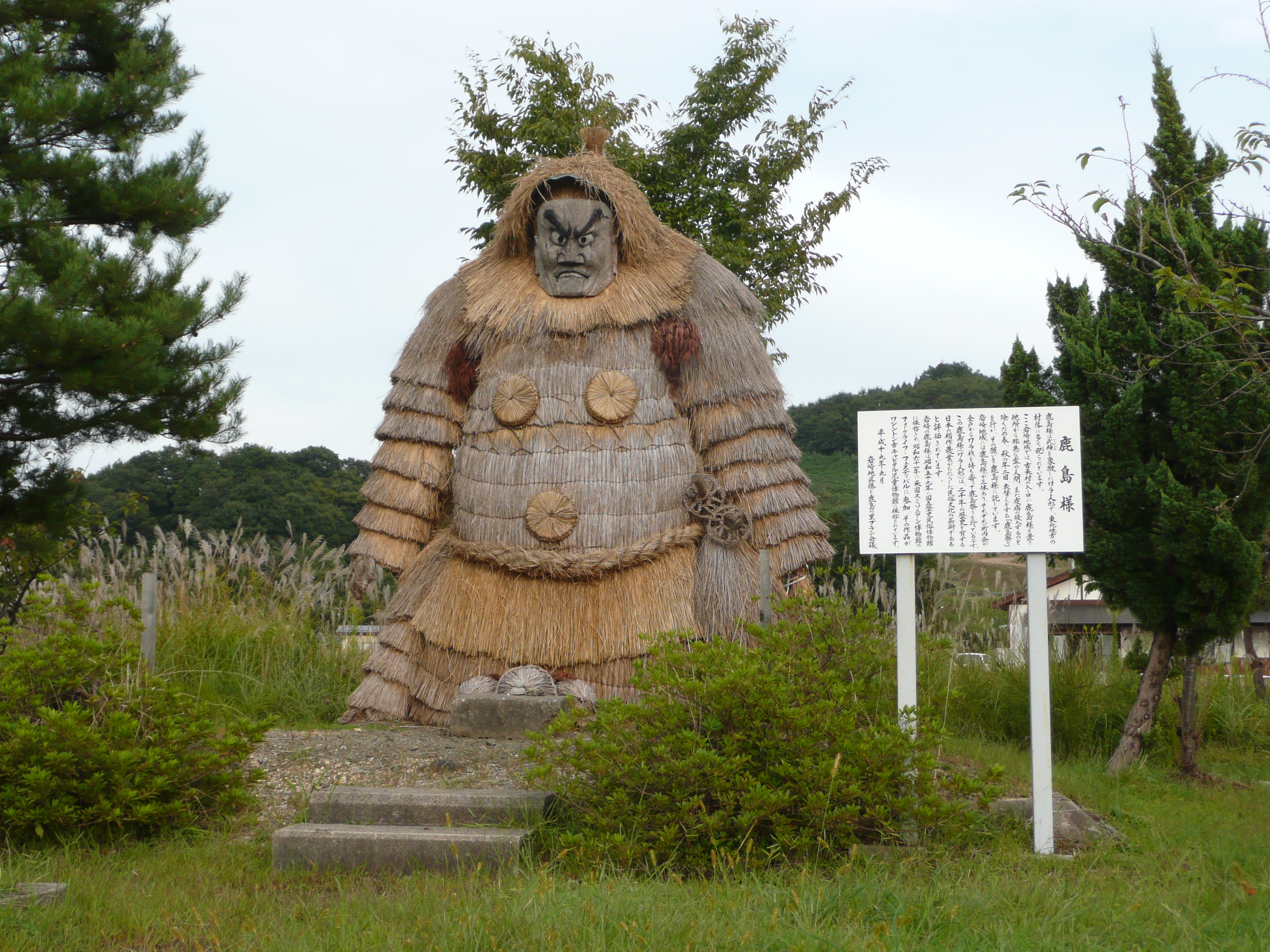
아키타현 유자와시 이와사키 지역에서 전해지는 도소진의 한 형태인 "가시마사마(鹿島様)"

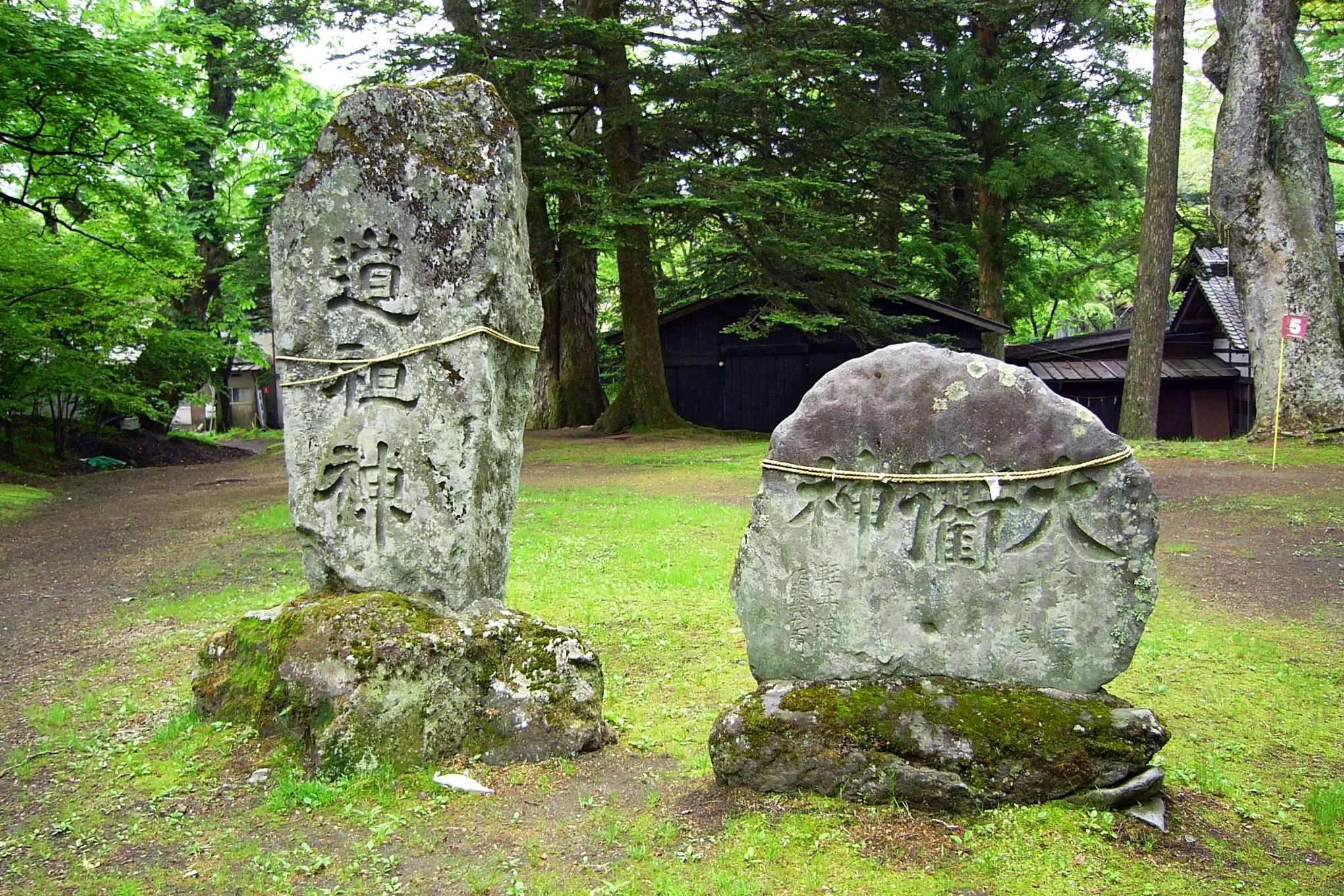
나가노현 가루이자와정의 도소진.

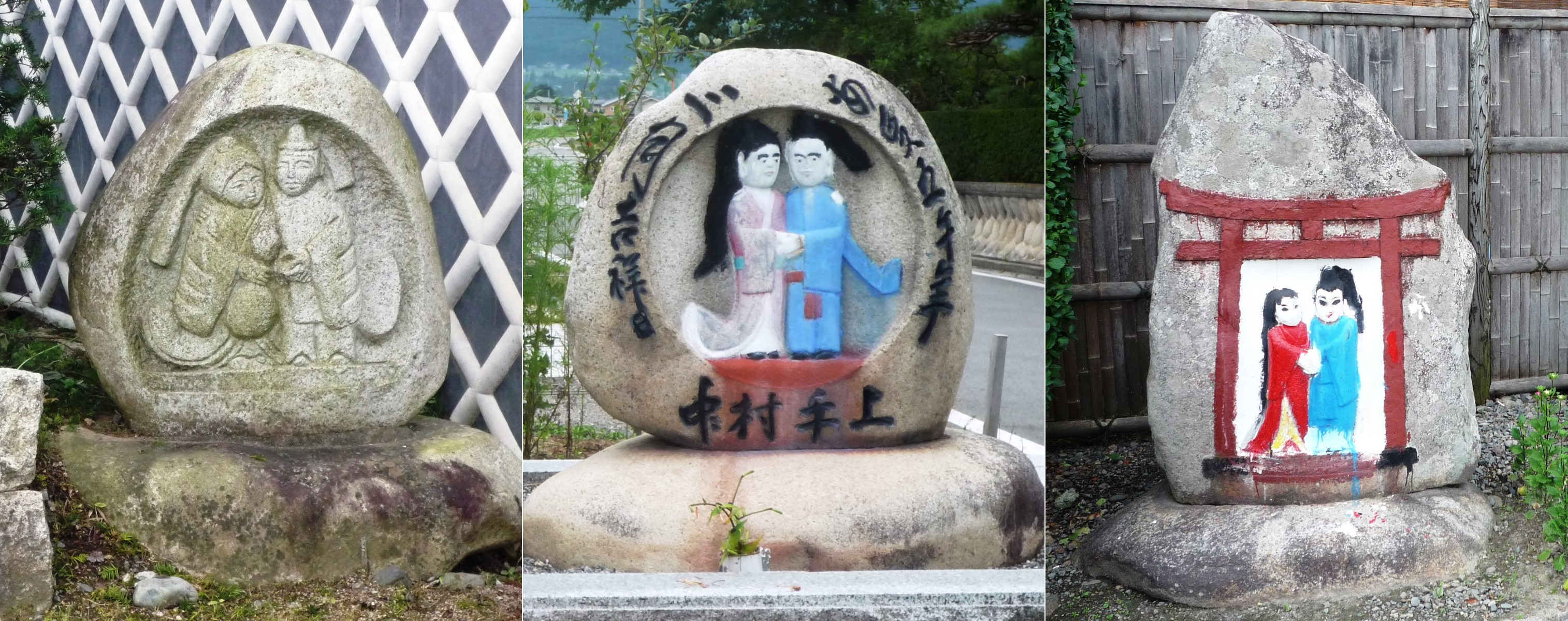
나가노현 아즈미노시 호다카 지역에는 쌍체상(双体像) 형태의 도소진이 많이 발견된다. 쌍체상은 남성과 여신 두 신이 손을 맞잡고 있는 모습으로, 화합과 조화를 상징한다. 이러한 형태의 도소진은 아즈미노 지역의 특징적인 신앙 표현으로, 부부 화합과 자손 번영, 인연 맺음 등을 기원하는 신앙적 의미를 담고 있다.

도소진(일본어: 道祖神 도소진[*])은 마을 경계, 고개, 길가 등에 모셔져 외부로부터 들어오는 질병이나 악령을 막는 신이다. 이후에는 인연을 맺어주는 신, 여행 안전의 신, 아이들과 친밀한 신으로도 숭배되었으며, 남근 형태의 자연석이나 문자, 상(像)을 새긴 돌 등이 그 형상으로 묘사된다.

## 개요
도소진은 길가의 신으로, 집단 거주지의 경계나 마을 중심부, 마을 안과 밖의 경계, 길목, 삼거리 등에 주로 석비(石碑)나 석상(石像) 형태로 모셔진다. 마을의 수호신, 자손 번영, 근세 이후에는 여행과 교통 안전의 신으로서 믿어져왔다.
마을의 수호신으로서 재앙의 침입을 막고 자손 번영을 기원하기 위해 길목에 모셔진 민간 신앙의 석불로 여겨지며, 자연석, 오륜탑, 석비, 석상 등의 형태를 가진다. 중국에서는 기원전부터 길의 신 도조(道祖)를 모셨는데, 도소진은 이러한 신앙과 일본 고유의 악을 막아주는 신인 미치노카미(みちの神)와 결합된 것으로 여겨진다. 일본 전역에 널리 분포되어 있지만, 일본 신화 중 이즈모 신화의 고향인 시마네현에는 상대적으로 드물게 분포한다. 반면, 고신에쓰 지방과 간토 지방에서는 많이 발견되는데, 특히 가나가와현 마나즈루정과 나가노현 아즈미노시에서 도소진이 많이 모셔져 있다. 이 지역에서는 도소진의 형상이 문자비(文字碑)와 쌍체상(雙体像)으로 크게 분류되는데, 경신탑(庚申塔), 23야탑(二十三夜塔)과 함께 모셔진 경우가 많다. 마나즈루정과 아즈미노시는 우호 친선 협정을 맺고 있다.
도소진은 지역에 따라 도로쿠진(道陸神), 사이노카미(賽の神, 障の神, 幸の神), 타무케노카미(タムケノカミ) 등 다양한 이름으로 불린다. 또한, 아키타현 유자와시 부근에서는 '인왕(仁王)님'이라는 의미의 '니오상'으로 불리기도 한다.
도소진의 기원은 명확하지 않으나, 8세기 중반의 문서인 『헤이안유문(平安遺文)』에 지명이나 성씨로서 "도조(道祖)"라는 이름이 등장하고, 『속일본기』 천평승보 8년(756년) 조에는 "도조왕(道祖王)"이라는 인명이 기록되어 있다. 신의 이름으로써 도소진이 처음 언급된 자료는 10세기 중반에 편찬된 『화명류취초』이며, 11세기의 『본조법화험기(本朝法華験記)』에는 "기이국 미나베 도소진(紀伊国美奈倍道祖神)"에 대한 설화가 기록되어 있다. 이 설화는 『곤자쿠 이야기집』에도 등장하는데 여기에서는 "사이노카미(サイノカミ)"로 읽히고 있다. 헤이안 시대의 『화명초(和名抄)』에도 "도소(道祖)"라는 단어가 등장하며, 여기에서는 "사에노카미(さへのかみ, 塞の神)"라는 음이 적용되어 외부로부터의 침입을 막는 신으로 여겨졌다. 13세기의 『우지슈이 이야기』에서는 "도소진"을 "다우소진(だうそじん)"으로 읽었다. 이후 마쓰오 바쇼의 『오쿠노호소미치(奥の細道)』 서문에 등장하며 더욱 널리 알려졌으나, 바쇼 자신은 도소진의 기원에 대해 특별한 관심을 보이지 않았다.
도소진이 본격적으로 많이 만들어지기 시작한 것은 18세기에서 19세기로, 이 시기는 신전 개척과 수로 정비가 활발히 이루어진 시기였다. 특히 가나가와현 마나즈루정에서는 지역 특산물인 본고마쓰석(本小松石)을 에도로 운반하기 위해 마을 남성들이 바다로 나아가던 중 안전을 기원하며 도소진이 만들어졌다.
도소진은 고갯길의 신인 쿠나도노카미(岐の神)으로 여겨지는 사루타히코신과 동일시되거나, 사루타히코신과 그의 아내로 알려진 아메노우즈메와 함께 남녀 한 쌍의 형태로 융합되기도 하였다. 또한, 지장신앙과도 결합되는 등 신불습합의 특징 역시 관찰된다. 도소진은 마을 밖으로 떠나는 사람들의 안전을 기원하고, 악역(惡疫)의 유입을 막아 마을 사람들을 보호하는 신으로 신앙되어 왔다. 또한, 오곡 풍요를 기원할 뿐만 아니라 부부 화합, 자손 번영, 인연을 맺어주는 "성(性)의 신"으로도 숭배되었다. 때로는 감기의 신, 발의 신으로 여겨지며 아이들을 보호하는 역할을 하기도 했다. 이러한 이유로, 도소진 축제는 어느 지역에서든 아이들이 주도적으로 참여하는 전통이 이어져 왔다.

## 종류와 형상
도소진(道祖神)은 다양한 역할을 수행하는 신으로, 정해진 형태가 없다. 재질은 주로 돌로 만들어지며, 자연석, 가공된 돌, 옥석 등 형태와 마감 처리 방식이 매우 다양하다. 조각상 또한 독특하고 다채로운 특징을 지닌다. 남신과 여신이 함께 있는 축하 장면, 악수, 포옹, 입맞춤 등을 묘사한 쌍체상(双体像), 술을 들고 있는 모습, 남근형 돌, 문자비 등 각양각색이다. 목격되는 형태들은 크게 다음의 종류로 구별한다.
- 단체 도소진(單体道祖神): 하나의 신을 묘사한 단독 형태.
- 단체 이신 도소진(單体二神道祖神): 두 신을 단일 형상으로 표현.
- 구상 도소진(球狀道祖神): 구체 형태의 도소진.
- 문자형 도소진(文字型道祖神): 글자가 새겨진 비석 형태.
- 남근형 도소진(男根型道祖神): 남근을 본뜬 상징적 형태.[1]
- 자연석 도소진(自然石道祖神): 자연 그대로의 형태를 유지한 돌.
- 제목 도소진(題目道祖神): 특정 제목이나 문구를 포함한 도소진.
- 쌍체 도소진(雙體道祖神): 두 신을 나란히 배치한 형태.

이중에서 쌍체 도소진은 쌍체상(雙體像)으로 불리며, 한 쌍의 신상을 나란히 배치한 도소진이다. 과거에는 쌍으로 서있다는 의미의 "쌍립 도소진(雙立道祖神)"으로 불리기도 했으나, 좌상(座像)이나 와상(臥像) 등 다양한 형태가 발견되면서 "쌍체 도소진"이라는 이름이 정착되었다. 쌍체 도소진은 나가노현, 야마나시현, 군마현, 시즈오카현, 가나가와현 등 주로 주부 지방 및 간토 지방에서 많이 발견되며, 도호쿠 지방에도 일부 분포한다. 산악 지역에서는 밀집되어 있는 반면, 평야나 해안 지역에서는 드물게 나타나는 경향이 있다. 지역적으로 특정한 유행이 존재했음을 시사한다.
1961년 기준으로, 이토 켄키치(伊藤堅吉)는 일본 전역에 약 3,000개의 쌍체 도소진이 있다고 보고했다. 그중 연대가 확인된 가장 오래된 도소진은 에도 시대 초기에 제작된 것이다.
기타 독특한 형태의 도소진으로는 다음의 것들이 있다.
- 떡찧기 도소진(餅つき道祖神): 떡을 찧는 모습을 묘사한 도소진.
- 환석 도소진(丸石道祖神): 구 형태의 단순한 돌로 표현.
- 다중탑 도소진(多重塔道祖神): 탑 형태로 여러 층을 쌓은 구조.

## 각지의 신앙
도소진은 일본 각지에 남아 있으며, 특히 나가노현과 군마현에서 많이 발견된다. 이 중에서도 나가노현 아즈미노시는 도소진이 가장 많이 모셔진 지역으로 잘 알려져 있다.
나가노현 아즈미노시에는 약 400체의 석상 도소진이 존재하며, 이는 일본의 시정촌 단위에서 가장 많은 수를 자랑한다. 같은 나가노현 마쓰모토시에도 구 농촌 지역에 약 370체의 석상 도소진이 있지만, 과거 성 아래 지역에서는 주로 목상 도소진이 중심이었다. 나가노현 다쓰노정 사와소코(沢底) 지역에는 일본에서 가장 오래된 것으로 추정되는 도소진이 존재하지만, 이에 대해서는 이견도 있다.
나라현 아스카촌에 있는 아스카 석조물(飛鳥の石造物)은 아스카 시대에 만들어진 석상인데, 도소진으로 보는 견해도 있다. 이 석조물은 현재 일본의 중요문화재로 지정되어 있다.
도소진을 제신으로 모신 신사로는 아이치현 나고야시에 위치한 스사키 신사(洲崎神社)가 있다.
도소진과 관련된 축제로는 다음과 같은 사례가 있다:
- 야마나시현에서 과거 열렸던 고후 도소진 축제(甲府道祖神祭礼).
- 현재도 열리는 가나가와현 마나즈루정의 도소진 축제.
- 나가노현 노자와 온천마을(野沢温泉村)의 도소진 마츠리(道祖神祭り). 이 축제는 일본의 중요 무형 민속문화재로 지정되어 있으며, 일본 3대 불축제 중 하나로 꼽힌다.

## 갤러리

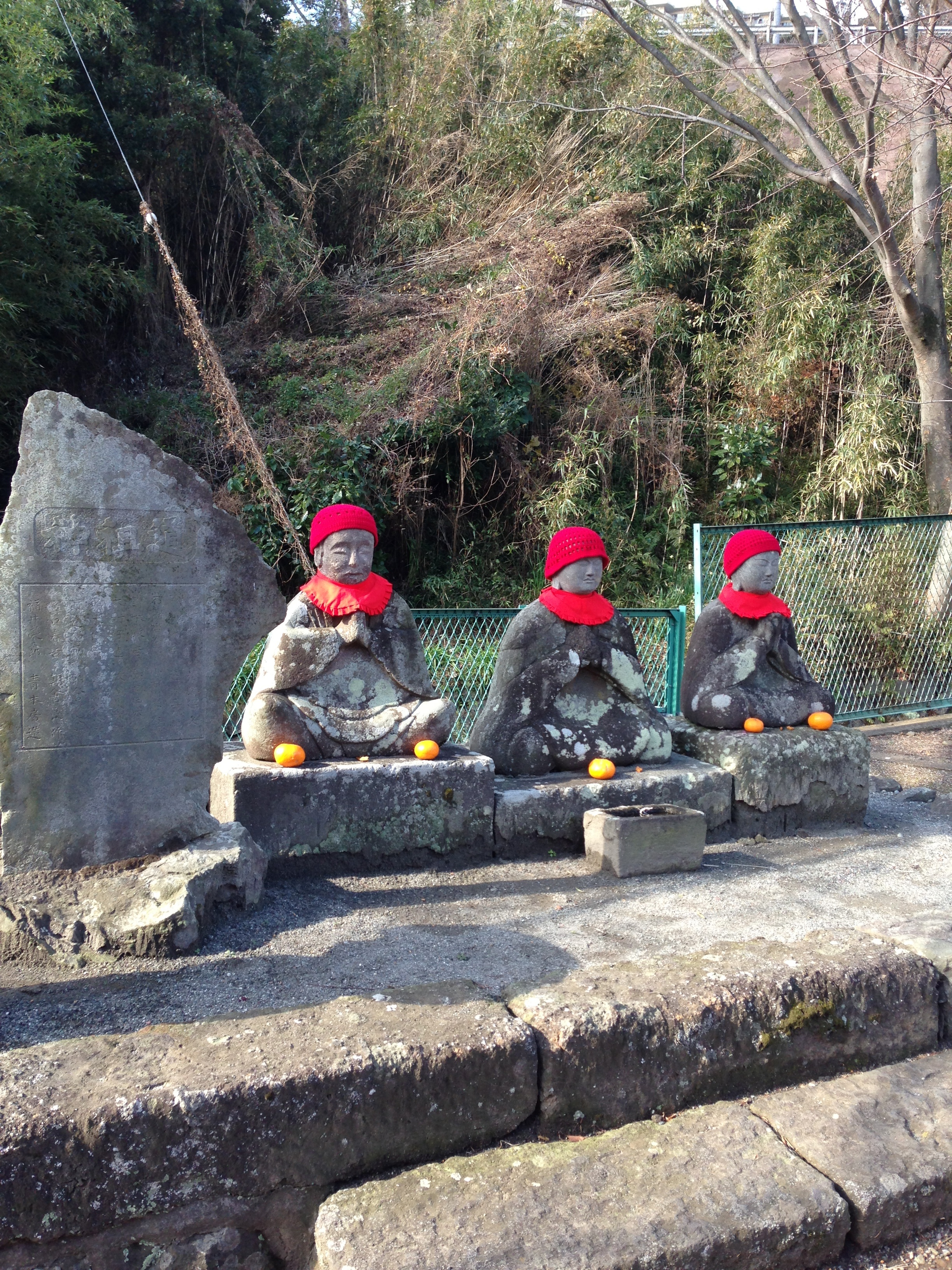
가나가와현 마나즈루정
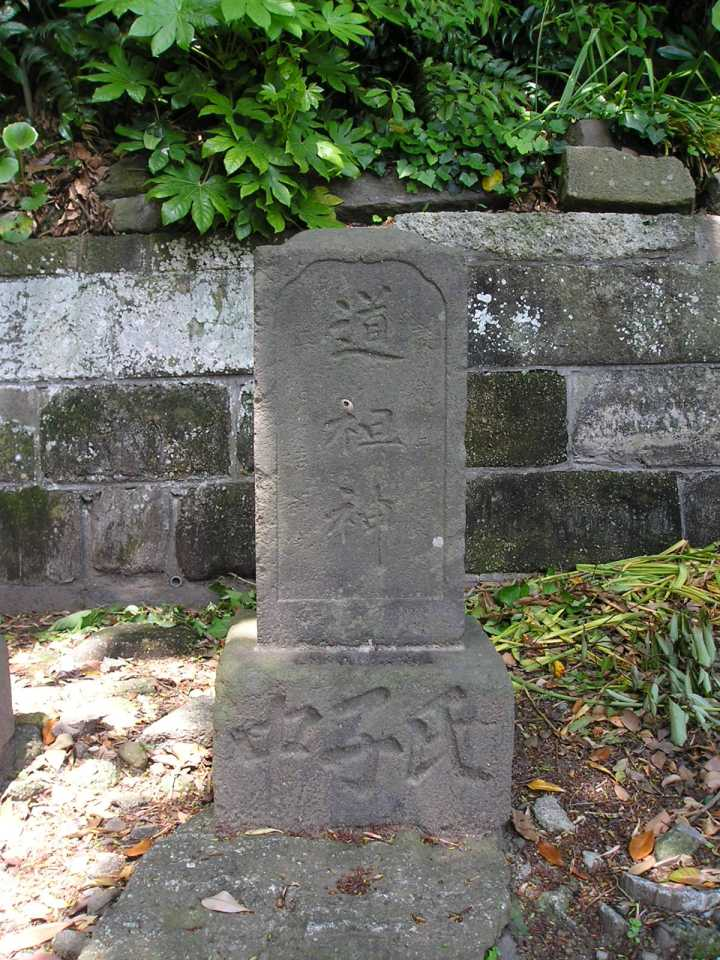
가나가와현 후지사와시
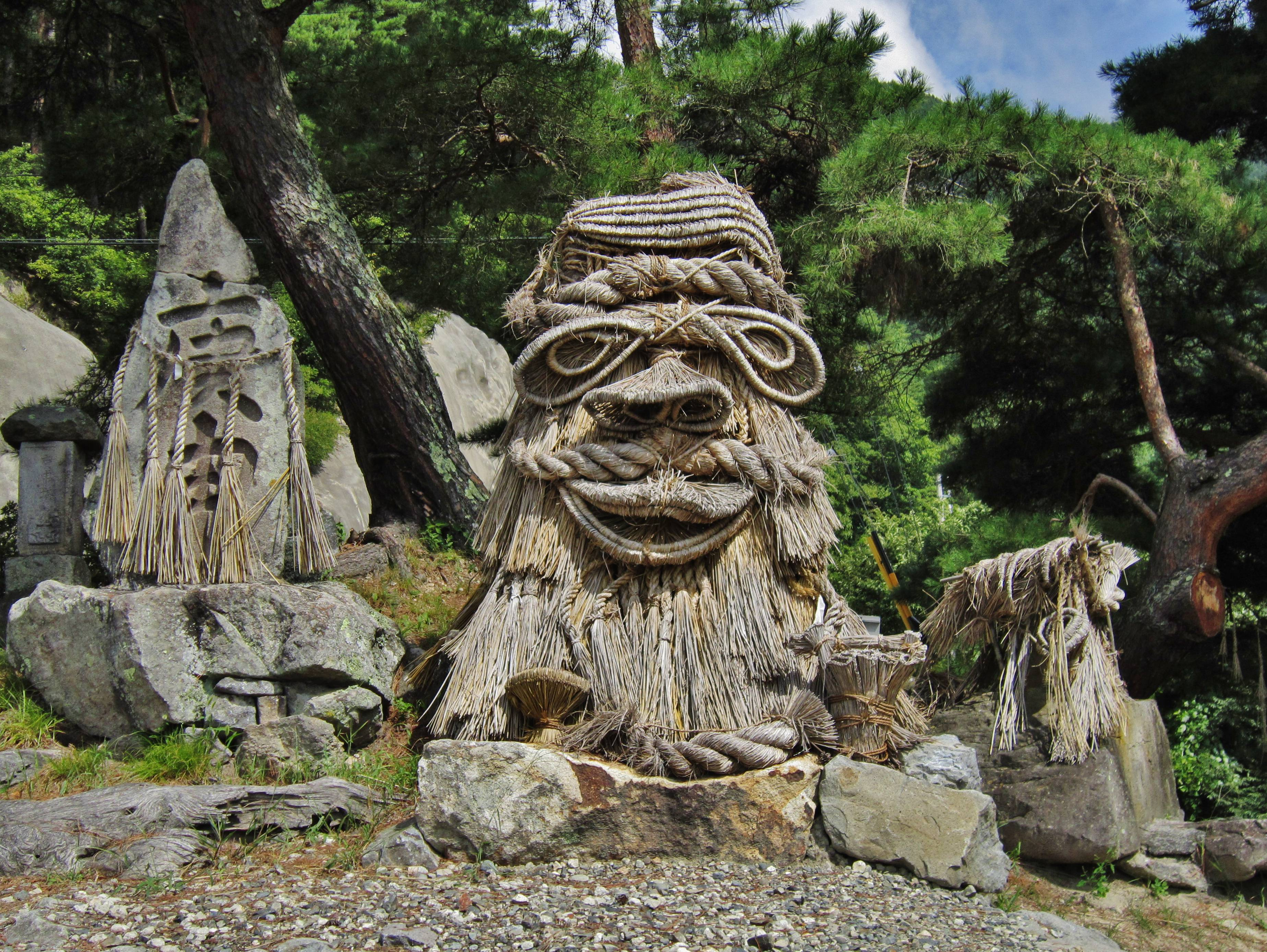
나가노현 나가노시 오오카 지역
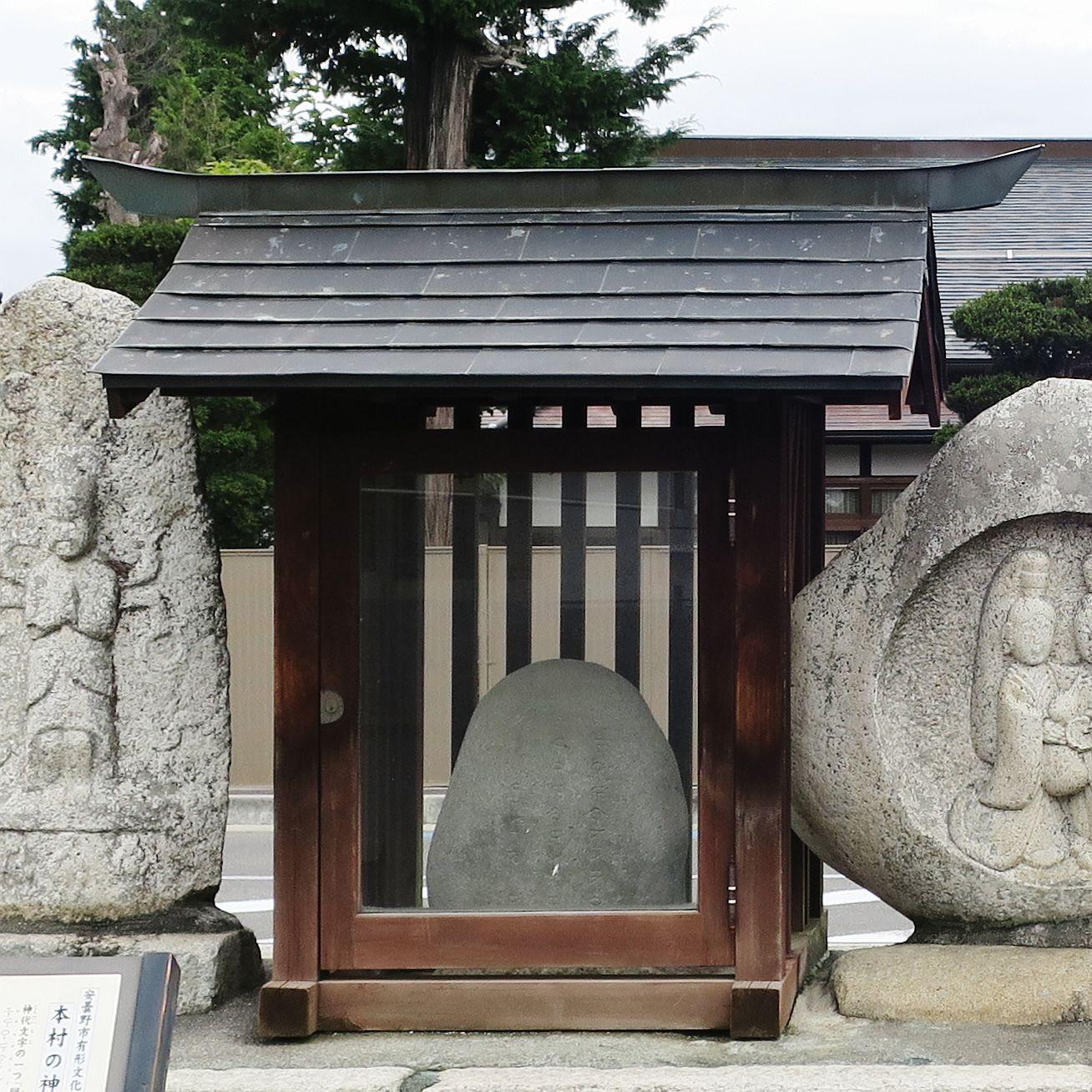
나가노현 아즈미노시의 본무라 신대문자비.
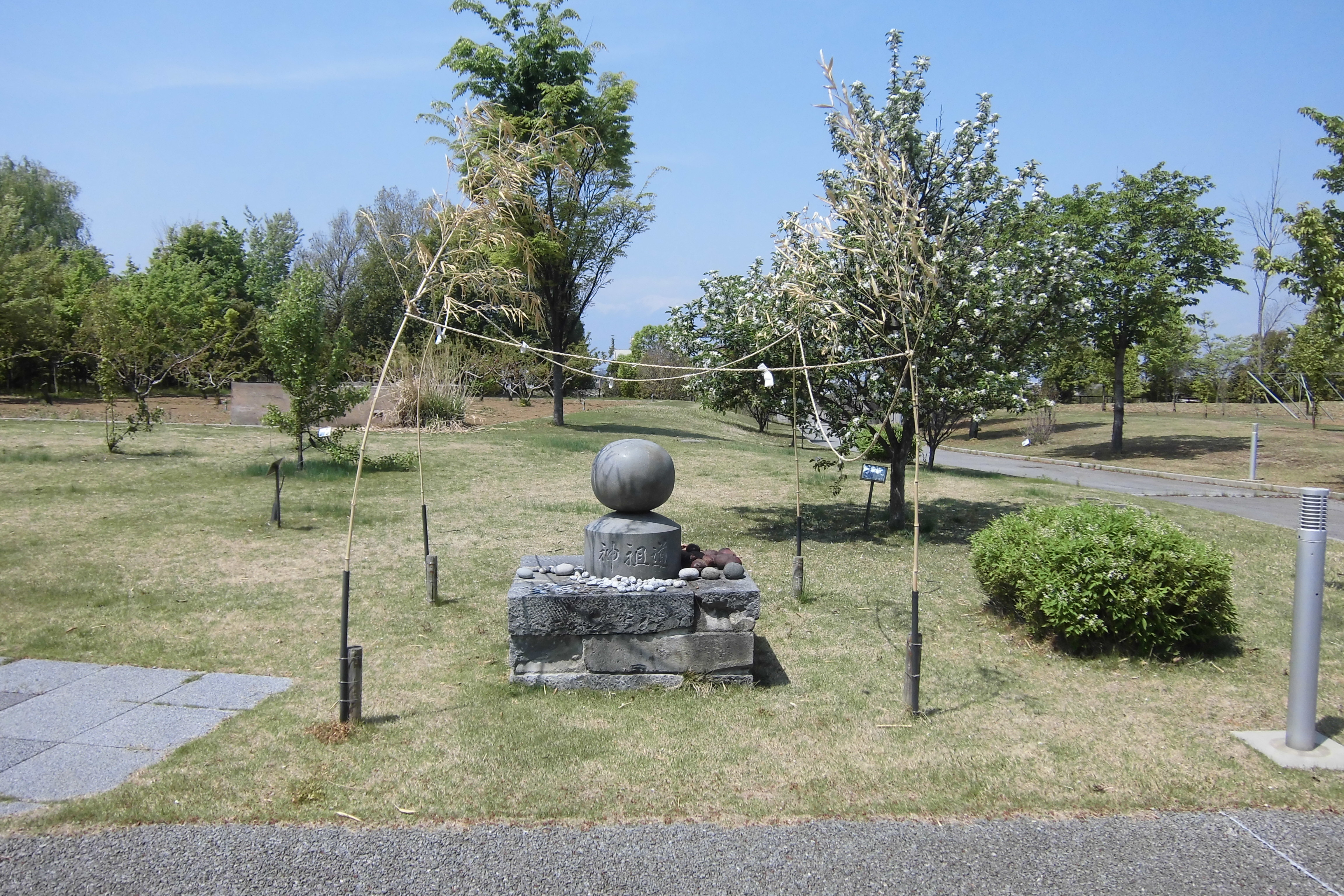
야마나시현 고후시 가미이시다가 소장했던, 야마나시현립박물관의 환석도소진.
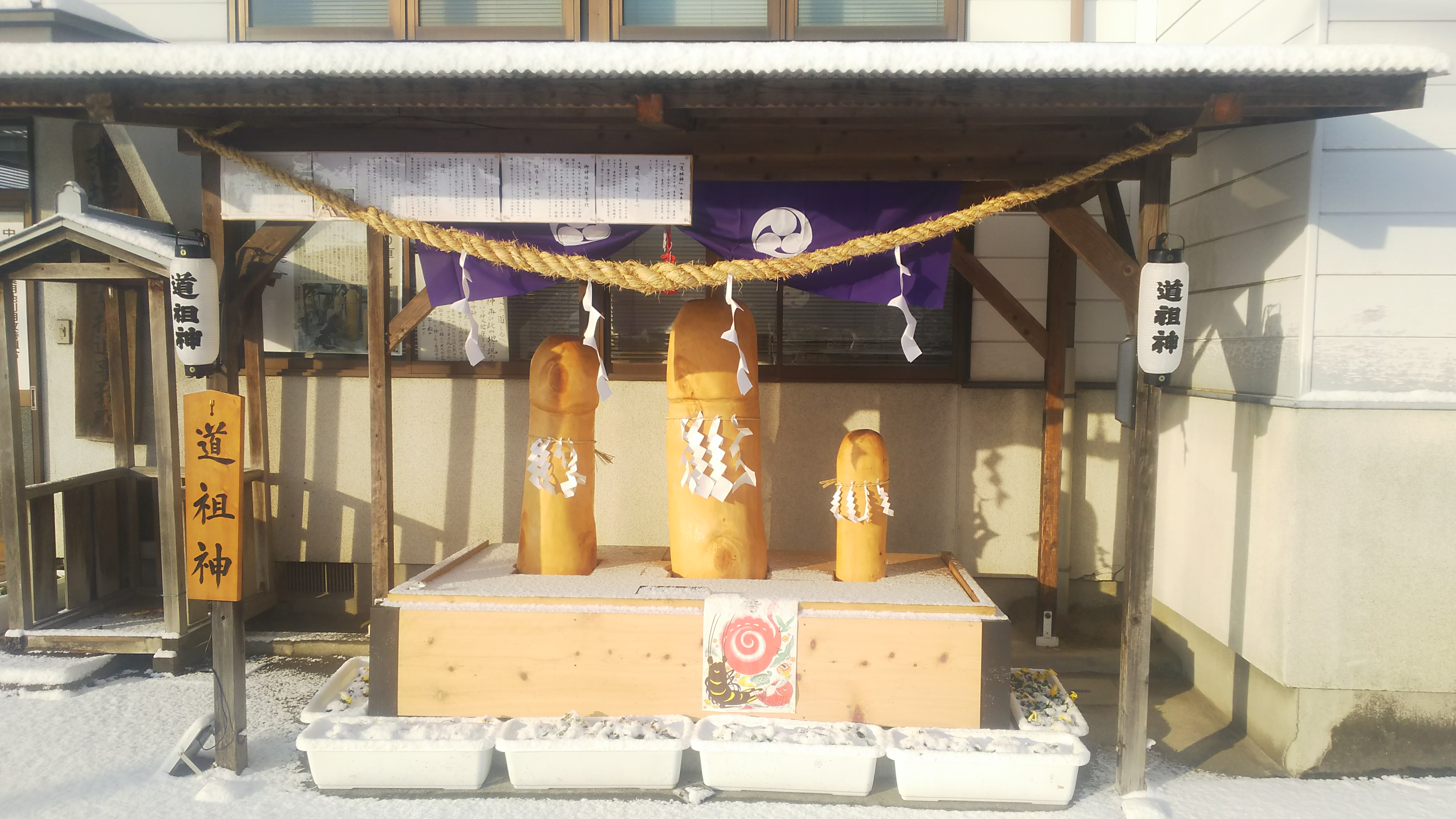
미야기현 도다군 미사토정 기타우라자 도소진의 땅에 안치된 신체. 센다이시 히로세도리 확장 공사에 따라 벌채된 은행나무를 양도받아 새로 제작된 것.
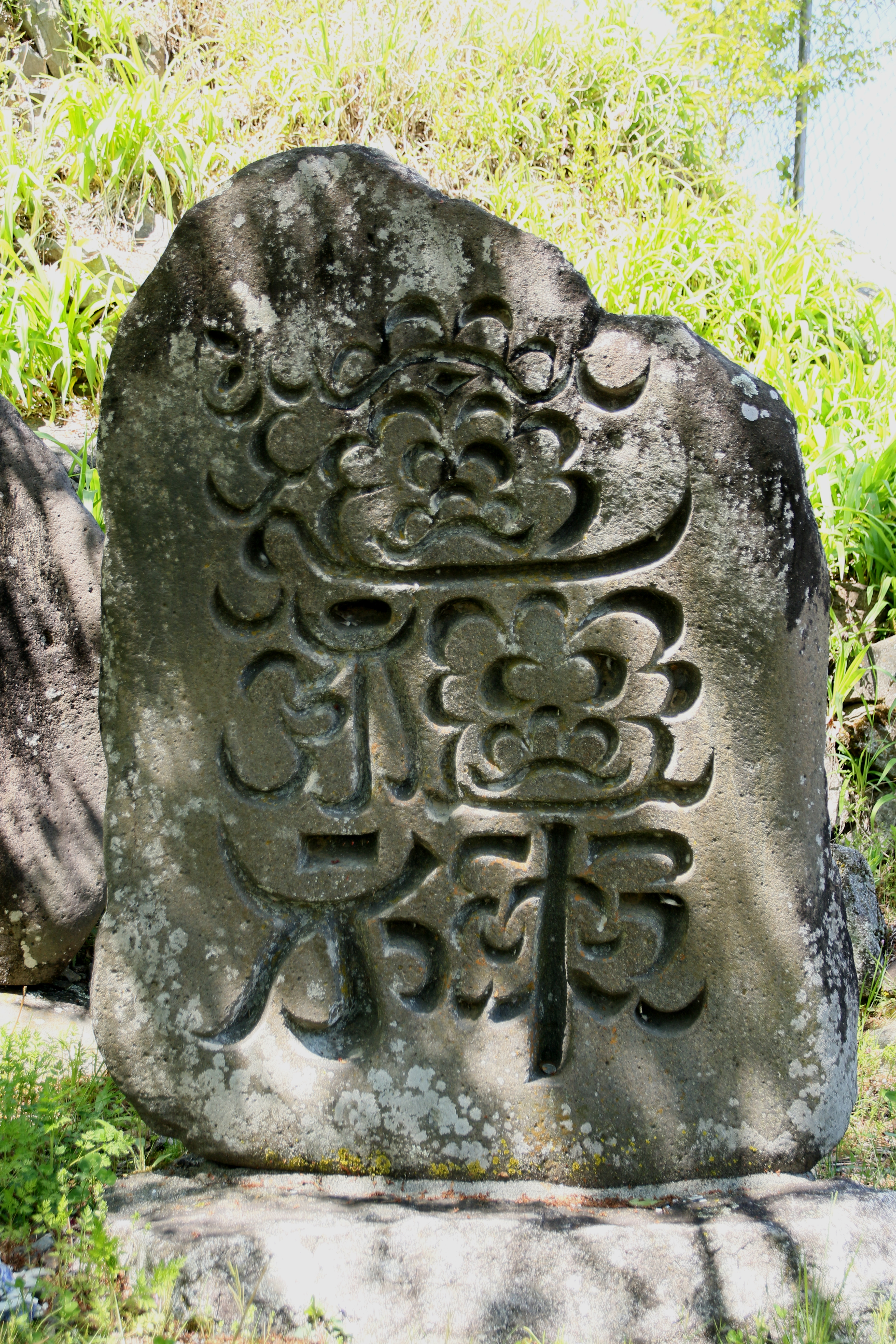
나가노현 이나시 다카토정 나가후지에 있는 화(花)문 도소진.
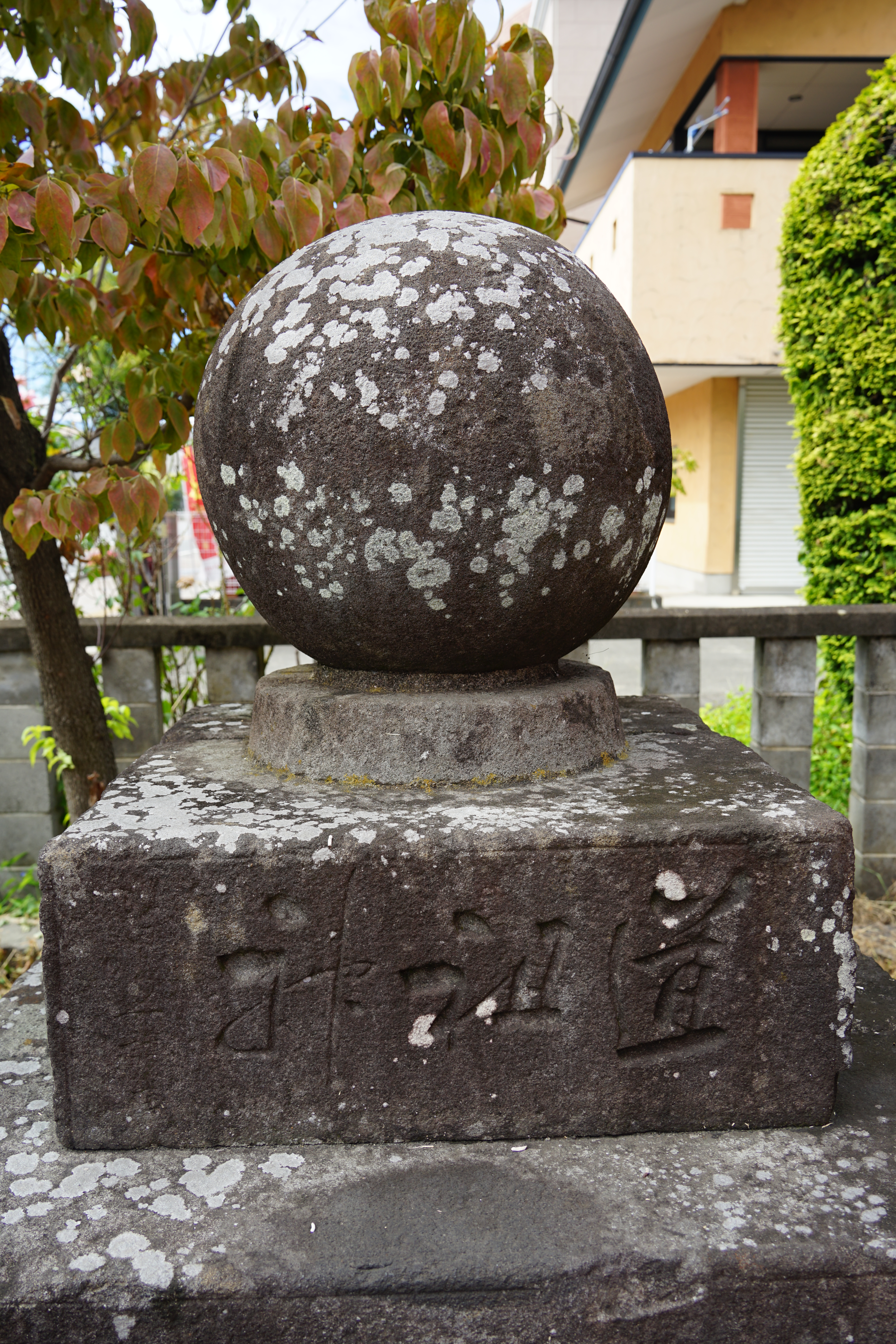
야마나시현 후에후키시 이사와정 이치부의 이사와 하치만 신사에 있는 환석 도소진.
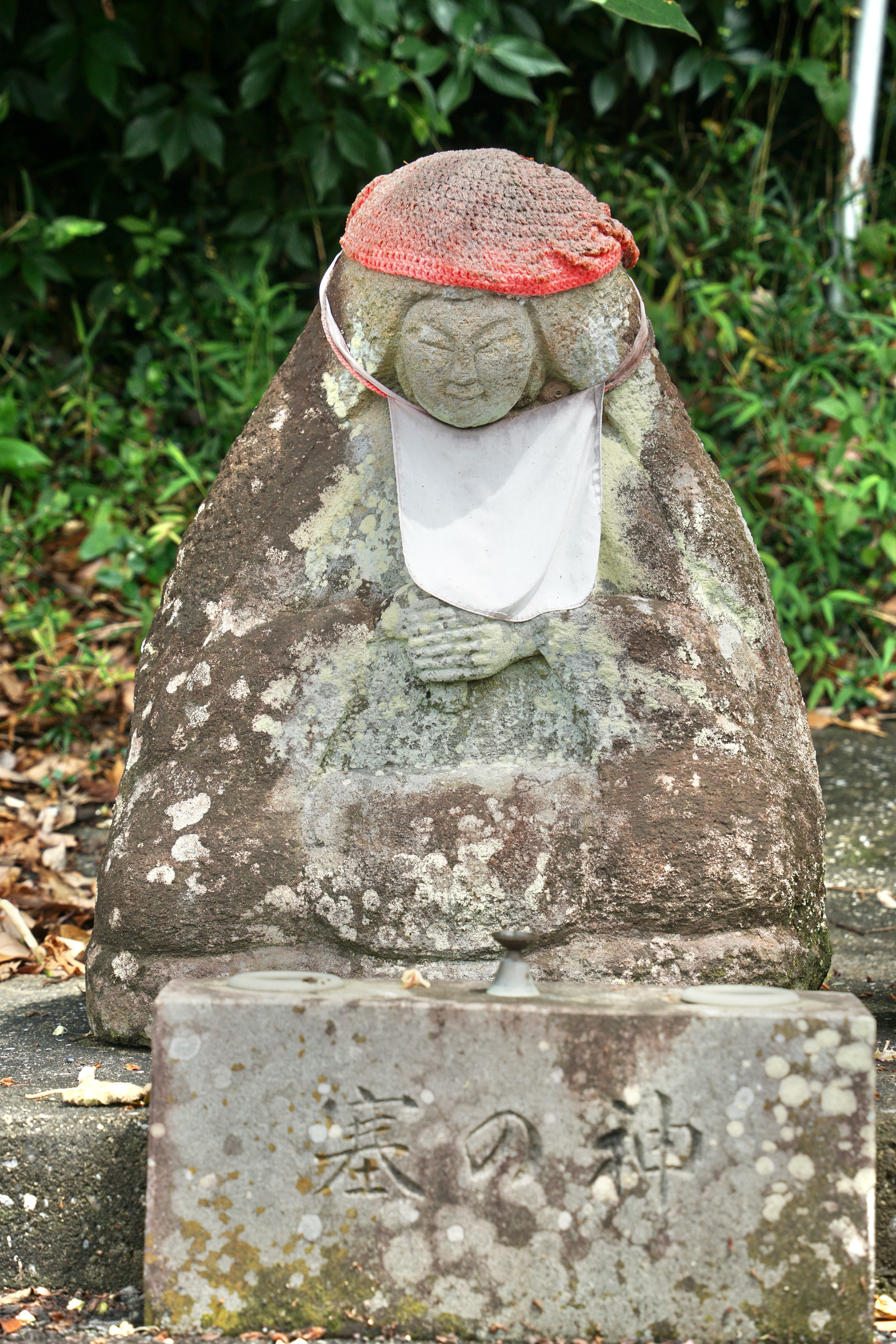
시즈오카현 누마즈시 오다이라에 있는 이즈형(伊豆型) 도소진 탑.
- 사이노카미(妻野神)라고 새겨진 도소진 (도쿄도 마치다시 다카가사)
- 까마귀 천구상이 새겨진 도소진 (도쿄도 마치다시 미나미나루세).

## 참고문헌
- 伊藤堅吉 (1961). “双体道祖神（一）”. 《甲斐路 No.2》 (山梨郷土研究会).
- 水木しげる (2004년 9월). 《妖鬼化 5 東北・九州編》. Softgarage. ISBN 978-4-86133-027-8.
- 大東敬明 (2013년 2월). 〈道祖神〉.   松村一男他. 《神の文化史事典》. 白水社. 356쪽. ISBN 978-4-560-08265-2.
- ロム・インターナショナル（編） (2005년 2월 1일). 《道路地図 びっくり!博学知識》. KAWADE夢文庫. 河出書房新社. ISBN 4-309-49566-4.

## 관련자료
- 出口米吉 「正月十五日の道祖神祭につきて」 『東京人類學會雜誌』 日本人類学会、第17巻第193号、1902年、pp.272-281。NAID 130003827245、doi:10.1537/ase1887.17.272
- 本位田重美 「道祖神考」『人文論究』 関西学院大学、第20巻第1号、1969年4月10日、pp.1-15。NAID 40001969814
- 本位田重美 「続道祖神考」『人文論究』 関西学院大学、第25巻第3号、1975年12月5日、pp.1-14。NAID 110001068607
- 倉石忠彦 「都市と道祖神信仰」、『国立歴史民俗博物館研究報告』 国立歴史民俗博物館、第103巻、2003年3月、pp.237-262。doi:10.15024/00001094
- 張麗山 「境界神としてのサルタヒコ」、『東アジア文化交渉研究』 関西大学文化交渉学教育研究拠点、第5巻、2012年2月1日、pp.103-113。NAID 110008793766。
- 鈴木英恵 「33 東西にみる道祖神の現狀」、『年報非文字資料研究』 、神奈川大学日本常民文化研究所付置非文字資料研究センター、2011年3月、7号 p.457-478。

## 같이 보기
- 미샤구지